# Liste des mammifères aux Pays-Bas
Pour un article plus général, voir Faune aux Pays-Bas.

Carte topographique des Pays-Bas européens.

Localisation des Pays-Bas en Atlantique Nord.

Cette liste commentée recense la mammalofaune aux Pays-Bas. Elle répertorie les espèces de mammifères néerlandais actuels et celles qui ont été récemment classifiées comme éteintes (à partir de l'Holocène, depuis donc 11 700 ans av. J.‑C.). Cette liste inclut les Pays-Bas européens, les Pays-Bas caribéens et les autres anciens membres des Antilles néerlandaises, subdivisés en :
- le territoire européen ;
- Bonaire ;
- Saba ;
- Saint-Eustache ;
- Aruba ;
- Curaçao ;
- et Saint-Martin.

## Note
1. ↑  Cette liste est dérivée de la liste rouge de l'UICN, qui répertorie la plupart des espèces présentes dans le monde depuis le XVIe siècle, avec en plus celles répertoriées depuis le début de l'Holocène (soit 11 700 ans av. J.‑C.). La taxonomie et la nomenclature de ces animaux, complétées par des noms vulgaires, sont basées sur celles utilisées par Mammal Species of the World, SITI ou encore l'UICN.